# 分子电子跃迁
分子电子跃迁表示分子中价电子从一个能级因为吸收能量时，跃迁到一个更高的能级；或者释放能量，跃迁到更低的能级的過程。如果起始能階的能量比最終能階的能量高，原子便會釋放能量（通常以電磁波的形式發放）。相反，如果起始能階的能量較低，原子便會吸收能量。釋放與吸收的能量等於這兩個能階的能量之差。
在此过程中的能量变化提供了分子结构的信息，并决定了许多分子性质如颜色。有关电子跃迁的能量和辐射频率的关系由普朗克定律决定。
一般，我们应用电子跃迁来说明单个原子。当讨论多原子分子时，我们应用分子轨道理论。也可以视单个原子为单原子分子，将各种情况的电子跃迁统一到分子电子跃迁的框架下来。这里的能级是基于分子轨道理论提出的。
有机化合物中的电子跃迁在电磁频谱的紫外区或可见光区发生，可以由UV/VIS光谱测得。在HOMO σ带处的電子可被激发到 LUMO 的σ带。这个过程被写作σ → σ*跃迁。同样有电子从π键轨道激发至反π键轨道π*，写作π → π*跃迁。助色基團的自由电子对被写为孤对电子n，孤电子对有自己的跃迁，如芳香π键跃迁。下列是已存在的分子电子跃迁：
- σ → σ*
- π → π*
- n → σ*
- n → π*
- 芳香 π → 芳香 π*